# إزانامي

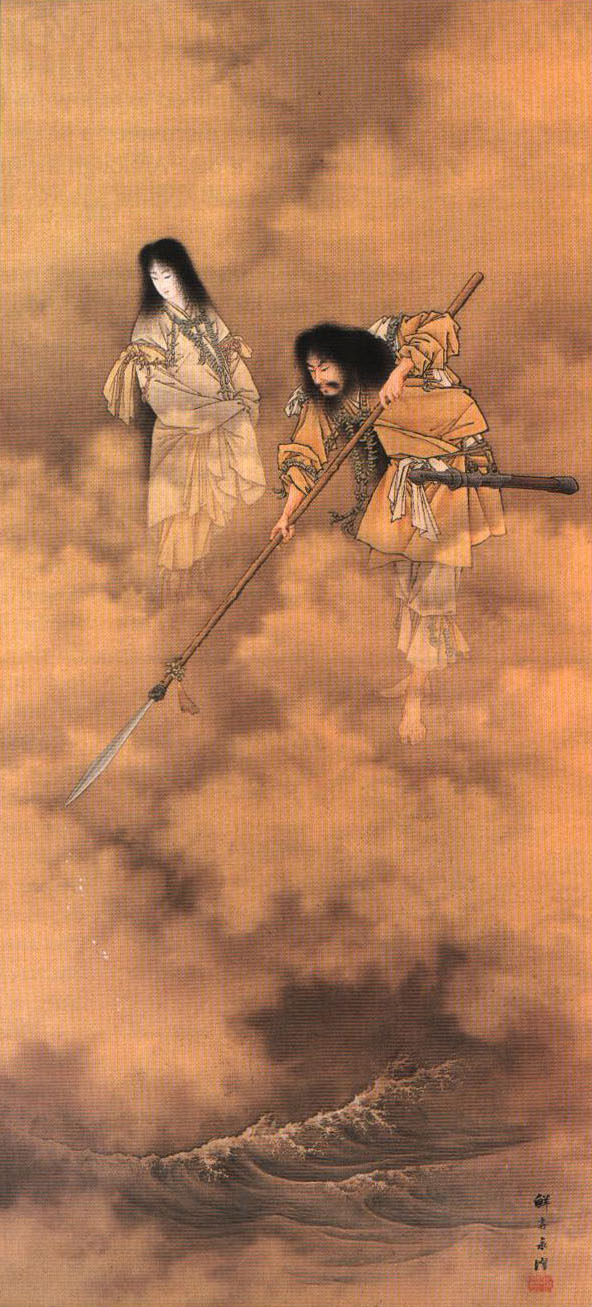
لوحة من رسم إيتاكو كوباياشي (فترة إدو) تظهر إزاناغي على اليمين، وإزانامي على اليسار.

إزانامي (باللغة اليابانية : 伊弉冉尊) وتعني ( تلك التي تدعي ) أو (مُرَحِّبَة) هي عبارة عن آلهة من الأساطير اليابانية مسؤولة عن الحياة والموت، وهي الزوجة السابقة للإله إزاناغي.

## الأسطورة
تقول الأساطير اليابانية إن الإله إيزاناغي والإلهة إيزانامي خلقا جزر اليابان وبحارها، في عملية أطلق عليها سجل كوجيكي المجموع في عام 712 اسم "كونيؤمي (ولادة الأرض)". تقول الأسطورة إن هذين الزوجين الإلهيين كانا يقفان على جسر عائم يمتد عبر السماوات ثم حركا أولا الماء الملحي المتلاطم في الأسفل برمح مرصع بالجواهر، وتشكلت جزيرة من تساقط قطرات من طرفه. نزل الإلهان إلى الجزيرة وتزوجا، وشكلا بعد ذلك الجزر الأخرى للأرخبيل الياباني إلى جانب الجبال والأنهار والنباتات ومظاهر أخرى من العالم الطبيعي.
وبعد اكتمال هذه المهمة أنجبت إيزانامي عدة أطفال. ولكن أثناء ولادتها بإله النار "كاغوتسوتشي" أصيبت بحروق شديدة وماتت، لتنزل إلى أرض "يومي". سافر بعد ذلك إيزاناغي هناك في محاولة لإعادة عروسه إلى عالم الأحياء. لكنه فشل في مسعاه، فقام بتطهير نفسه عبر طقوس (ميسوغي)، حيث عمد إلى غسل وجهه وأنجب ثلاثة أطفال نبلاء هم: أماتيراسو من عينه اليسرى وتسوكويومي من عينه اليمنى وسوسانوؤ من أنفه.